# 지천 나들목
지천 나들목(Jicheon IC)은 경상북도 칠곡군 지천면 낙산리에 설치된 대구외곽순환고속도로의 5번 나들목이다. 건설 당시 가칭은 낙산 나들목이었다.

## 역사
- 1999년 4월 20일 : 대구 4차순환선의 교차로 시설로 대구 도시계획시설 교통광장에 지천면 낙산리 일원을 낙산 나들목으로 고시, 지천면 연호리 일원을 '하납실 나들목'으로 고시[1]
- 2014년 6월 3일 : 2020년까지 나들목 신설을 위해 칠곡군 도시계획시설 교통광장 면적 변경, 하납실 나들목 폐지[2]
- 2022년 3월 31일 : 대구외곽순환고속도로 개통과 함께 지천 나들목으로 통행 개시[3]

## 구조물 정보
- 위치: 경상북도 칠곡군 지천면 낙산리
- 영업소: 경상북도 칠곡군 지천면 대구외곽순환고속도로 18

## 접속하는 도로
- 낙산로
- 간접 연결 : 국도 제4호선 (칠곡대로 · 태전로)